# 3-я ударная армия
3-я уда́рная а́рмия (3 УА) — оперативное войсковое объединение (ударная армия) в составе РККА, образована в декабре 1941 года. В период 6 января 1954 года — октябрь 1991 года  носила наименование 3-я общевойсковая Краснознамённая армия и находилась в составе ГСВГ в ГДР.
Воины 150-й стрелковой дивизии 3-й ударной армии 1 мая 1945 года водрузили над зданием Рейхстага Знамя Победы.
Преобразована из 60-й армии (60 А) первого формирования 25 декабря 1941 года. Время существования: с 25 декабря 1941 года — 6 января 1954 года. В 1954 году переформирована в 3-ю общевойсковую армию.
Условное наименование 3-й общевойсковой армии — Полевая почта (П. П.) № 16736.

## Боевой путь
Управление армии было создано 25 декабря 1941 года в Московском военном округе путём переименования управления 60-й армии (формирование которой началось в ноябре 1941 года). В период Великой Отечественной войны соединения и части 3-й ударной армии сражались в составе Северо-Западного, Калининского, Прибалтийского, 2-го Прибалтийского и (с декабря 1944 года) 1-го Белорусского фронтов.
После окончания войны находилась в составе Группы советских войск в Германии (ГСВГ → ЗГВ). Войсковая часть полевая почта (В/Ч П. П.) № 16736, позывной — «Жасмин». Штаб-квартира — Магдебург (ГДР → ФРГ).
В 1954 году 3-я ударная армия была преобразована в 3-ю армию.
 15 января 1974 года армия была награждена орденом Красного Знамени и стала именоваться как 3-я Краснознамённая армия. 
| Год  | Месяц    | Операция                                                  | Командующий войсками              | Начальник штаба                     | Член Военного Совета                | Фронт                   |
| ---- | -------- | --------------------------------------------------------- | --------------------------------- | ----------------------------------- | ----------------------------------- | ----------------------- |
| 1941 | декабрь  | Формирование                                              | генерал-лейтенант Пуркаев М. А.   | генерал-майор Покровский А. П.      | бригадный комиссар Рязанов А. П.    | Северо-Западный фронт   |
| 1942 | январь   | Торопецко-Холмская и Демянская наступательная             | генерал-лейтенант Пуркаев М. А.   | генерал-майор Покровский А. П.      | бригадный комиссар Рязанов А. П.    | Северо-Западный фронт   |
| 1942 | февраль  | Торопецко-Холмская и Демянская наступательная             | генерал-лейтенант Пуркаев М. А.   | генерал-майор Покровский А. П.      | генерал-лейтенант Пономаренко П. К. | Калининский фронт       |
| 1942 | март     |                                                           | генерал-лейтенант Пуркаев М. А.   | генерал-майор Шарохин М. Н.         | генерал-лейтенант Пономаренко П. К. | Калининский фронт       |
| 1942 | апрель   |                                                           | генерал-лейтенант Пуркаев М. А.   | генерал-майор Шарохин М. Н.         | генерал-майор Литвинов А. И.        | Калининский фронт       |
| 1942 | май      |                                                           | генерал-лейтенант Пуркаев М. А.   | генерал-майор Шарохин М. Н.         | генерал-майор Литвинов А. И.        | Калининский фронт       |
| 1942 | июнь     |                                                           | генерал-лейтенант Пуркаев М. А.   | генерал-майор Шарохин М. Н.         | генерал-майор Литвинов А. И.        | Калининский фронт       |
| 1942 | июль     |                                                           | генерал-лейтенант Пуркаев М. А.   | генерал-майор Шарохин М. Н.         | генерал-майор Литвинов А. И.        | Калининский фронт       |
| 1942 | август   |                                                           | генерал-лейтенант Пуркаев М. А.   | генерал-майор Шарохин М. Н.         | генерал-майор Литвинов А. И.        | Калининский фронт       |
| 1942 | сентябрь |                                                           | генерал-лейтенант Галицкий К. Н.  | генерал-майор Юдинцев И. С.         | генерал-майор Литвинов А. И.        | Калининский фронт       |
| 1942 | октябрь  |                                                           | генерал-лейтенант Галицкий К. Н.  | генерал-майор Юдинцев И. С.         | генерал-майор Литвинов А. И.        | Калининский фронт       |
| 1942 | ноябрь   | Великолукская наступательная                              | генерал-лейтенант Галицкий К. Н.  | генерал-майор Юдинцев И. С.         | генерал-майор Литвинов А. И.        | Калининский фронт       |
| 1942 | декабрь  | Великолукская наступательная                              | генерал-лейтенант Галицкий К. Н.  | генерал-майор Юдинцев И. С.         | генерал-майор Литвинов А. И.        | Калининский фронт       |
| 1943 | январь   | Великолукская наступательная                              | генерал-лейтенант Галицкий К. Н.  | генерал-майор Юдинцев И. С.         | генерал-майор Литвинов А. И.        | Калининский фронт       |
| 1943 | февраль  |                                                           | генерал-лейтенант Галицкий К. Н.  | генерал-майор Юдинцев И. С.         | генерал-майор Литвинов А. И.        | Калининский фронт       |
| 1943 | март     |                                                           | генерал-лейтенант Галицкий К. Н.  | генерал-майор Юдинцев И. С.         | генерал-майор Литвинов А. И.        | Калининский фронт       |
| 1943 | апрель   |                                                           | генерал-лейтенант Галицкий К. Н.  | генерал-майор Бусаров М. М.         | генерал-майор Литвинов А. И.        | Калининский фронт       |
| 1943 | май      |                                                           | генерал-лейтенант Галицкий К. Н.  | генерал-майор Бусаров М. М.         | генерал-майор Литвинов А. И.        | Калининский фронт       |
| 1943 | июнь     |                                                           | генерал-лейтенант Галицкий К. Н.  | генерал-майор Зуев Ф. А.            | генерал-майор Литвинов А. И.        | Калининский фронт       |
| 1943 | июль     |                                                           | генерал-лейтенант Галицкий К. Н.  | генерал-майор Зуев Ф. А.            | генерал-майор Литвинов А. И.        | Калининский фронт       |
| 1943 | август   |                                                           | генерал-лейтенант Галицкий К. Н.  | генерал-майор Зуев Ф. А.            | генерал-майор Литвинов А. И.        | Калининский фронт       |
| 1943 | сентябрь |                                                           | генерал-лейтенант Галицкий К. Н.  | генерал-майор Зуев Ф. А.            | генерал-майор Литвинов А. И.        | Калининский фронт       |
| 1943 | октябрь  | Невельская наступательная                                 | генерал-лейтенант Галицкий К. Н.  | генерал-майор Зуев Ф. А.            | генерал-майор Литвинов А. И.        | Калининский фронт       |
| 1943 | ноябрь   |                                                           | генерал-лейтенант Галицкий К. Н.  | генерал-майор Бейлин В. Л.          | генерал-майор Литвинов А. И.        | 2-й Прибалтийский фронт |
| 1943 | декабрь  |                                                           | генерал-полковник Чибисов Н. Е.   | генерал-майор Бейлин В. Л.          | генерал-майор Литвинов А. И.        | 2-й Прибалтийский фронт |
| 1944 | январь   |                                                           | генерал-полковник Чибисов Н. Е.   | генерал-майор Бейлин В. Л.          | генерал-майор Литвинов А. И.        | 2-й Прибалтийский фронт |
| 1944 | февраль  | Старорусско-Новоржевская наступательная                   | генерал-полковник Чибисов Н. Е.   | генерал-майор Бейлин В. Л.          | генерал-майор Литвинов А. И.        | 2-й Прибалтийский фронт |
| 1944 | март     |                                                           | генерал-полковник Чибисов Н. Е.   | генерал-майор Бейлин В. Л.          | генерал-майор Литвинов А. И.        | 2-й Прибалтийский фронт |
| 1944 | апрель   |                                                           | генерал-полковник Чибисов Н. Е.   | генерал-майор Бейлин В. Л.          | генерал-майор Литвинов А. И.        | 2-й Прибалтийский фронт |
| 1944 | май      |                                                           | генерал-лейтенант Юшкевич В. А.   | генерал-майор Бейлин В. Л.          | генерал-майор Литвинов А. И.        | 2-й Прибалтийский фронт |
| 1944 | июнь     |                                                           | генерал-лейтенант Юшкевич В. А.   | генерал-майор Бейлин В. Л.          | генерал-майор Литвинов А. И.        | 2-й Прибалтийский фронт |
| 1944 | июль     | Режицко-Двинская наступательная                           | генерал-лейтенант Юшкевич В. А.   | генерал-майор Бейлин В. Л.          | генерал-майор Литвинов А. И.        | 2-й Прибалтийский фронт |
| 1944 | август   | Мадонская наступательная                                  | генерал-лейтенант Юшкевич В. А.   | генерал-майор Бейлин В. Л.          | генерал-майор Литвинов А. И.        | 2-й Прибалтийский фронт |
| 1944 | сентябрь | Рижская наступательная                                    | генерал-лейтенант Герасимов М. Н. | генерал-лейтенант Букштынович М. Ф. | генерал-майор Литвинов А. И.        | 2-й Прибалтийский фронт |
| 1944 | октябрь  | Рижская наступательная                                    | генерал-майор Симоняк Н. П.       | генерал-лейтенант Букштынович М. Ф. | генерал-майор Литвинов А. И.        | 2-й Прибалтийский фронт |
| 1944 | ноябрь   | блокада группировки противника на Курляндском полуострове | генерал-майор Симоняк Н. П.       | генерал-лейтенант Букштынович М. Ф. | генерал-майор Литвинов А. И.        | 2-й Прибалтийский фронт |
| 1944 | декабрь  | блокада группировки противника на Курляндском полуострове | генерал-майор Симоняк Н. П.       | генерал-лейтенант Букштынович М. Ф. | генерал-майор Литвинов А. И.        | 2-й Прибалтийский фронт |
| 1945 | январь   | Висло-Одерская наступательная                             | генерал-майор Симоняк Н. П.       | генерал-лейтенант Букштынович М. Ф. | генерал-майор Литвинов А. И.        | 1-й Белорусский фронт   |
| 1945 | февраль  | Висло-Одерская наступательная                             | генерал-майор Симоняк Н. П.       | генерал-лейтенант Букштынович М. Ф. | генерал-майор Литвинов А. И.        | 1-й Белорусский фронт   |
| 1945 | март     | Восточно-Померанская наступательная                       | генерал-полковник Кузнецов В. И.  | полковник Бадерко А. Г.             | генерал-майор Литвинов А. И.        | 1-й Белорусский фронт   |
| 1945 | апрель   | Берлинская наступательная                                 | генерал-полковник Кузнецов В. И.  | полковник Бадерко А. Г.             | генерал-майор Литвинов А. И.        | 1-й Белорусский фронт   |
| 1945 | май      | Берлинская наступательная                                 | генерал-полковник Кузнецов В. И.  | генерал-лейтенант Букштынович М. Ф. | генерал-майор Литвинов А. И.        | 1-й Белорусский фронт   |

После войны 3-я ударная армия входила в состав Группы советских войск в Германии.

А что касается 3-й Ударной армии, на которую тебя назначили, так это самая большая и самая мощная армия в мире. Самая грозная армия.

Да, да, — продолжал маршал, заметив мой удивленный взгляд, — я не преувеличиваю. Есть у нас 11-я гвардейская армия — количество дивизий у неё больше, но общая численность в сравнении с 3-й Ударной — ниже, а по количеству танков она вообще не имеет аналогов. Из пяти её дивизий четыре — танковые, плюс два танковых полка тяжёлых танков для прикрытия границы и два учебных танковых полка по 350 танков каждый. Не каждый фронт во время войны имел столько на направлении главного удара. А личный состав армии — 75 тысяч! Я уже не говорю о ракетчиках и артиллеристах. Словом, это ультрасовременная армия. И стоит она на главном оперативном направлении — надежно прикрывает выход на Берлин, но в случае агрессии противника — через два-три дня будет на Рейне и успешно его форсирует, как это сделали наши казачьи корпуса 150 лет назад, когда наступали на Париж.— В. И. Варенников, Неповторимое. Часть IV Оперативно-стратегический эшелон. ГСВГ

## Освобождённые города
В ходе Великой Отечественной войны войсками 3-й ударной армии были освобождены города:
- Великие Луки — 17 января 1943 года
- Невель — 6 октября 1943 года
- Идрица — 12 июля 1944 года
- Себеж — 17 июля 1944 года
- Режица (ныне Резекне, Латвия) — 27 июля 1944 года (совместно с войсками 10-й гвардейской армии)
- Вангерин (ныне Венгожино, Польша) — 3 марта 1945 года
- Лабес (ныне Лобез, Польша) — 3 марта 1945 года (совместно с войсками 1-й гвардейской танковой армии)
- Фрайенвальде (ныне Хоцивель, Польша) — 4 марта 1945 года
- Драмбург (ныне Дравско-Поморске, Польша) — 4 марта 1945 года (совместно с войсками 1-й армии Войска Польского и 1-й гвардейской танковой армии)
- Регенвальде (ныне Реско, Польша) — 4 марта 1945 года
- Гюльцов (ныне Гольчево, Польша) — 5 марта 1945 года
- Каммин (ныне Камень-Поморски, Польша) — 6 марта 1945 года
- Голлнов (ныне Голенюв, Польша) — 7 марта 1945 года (совместно с войсками 2-й гвардейской танковой армии)
- Штепенитц (ныне Степница, Польша) — 7 марта 1945 года
- Панков (пригород Берлина) — 23 апреля 1945 года
- Берлин — 2 мая 1945 года (совместно с другими армиями 1-го Белорусского и 1-го Украинского фронтов)

## Командование армии
Командующие армией в послевоенное время:
- Кузнецов, Василий Иванович, генерал-полковник, с 16.03.1945 по 10.05.1948 года;
- Лучинский, Александр Александрович, генерал-полковник, с 10.05.1948 по 11.04.1949 года;
- Рыжов, Александр Иванович, генерал-лейтенант, с 11.04.1949 по 4.12.1950 года;
- Андреев, Андрей Матвеевич, генерал-лейтенант, с 4.12.1950 по 6.01.1954 года;
- Алексеев, Дмитрий Фёдорович, генерал-лейтенант (с 8.08.1955 — генерал-полковник): 6.01.1954 — 29.06.1956;
- Бауков, Леонид Иванович, генерал-майор (26.11.1956 — генерал-лейтенант): 29.06.1956 — 11.12.1959;
- Фроленков, Михаил Николаевич, генерал-майор танковых войск (с 7.05.1960 — генерал-лейтенант: 11.12.1959 — 11.08.1962;
- Клюканов, Александр Иванович, генерал-майор (с 13.04.1964 — генерал-лейтенант): 11.08.1962 — 7.07.1965;
- Куркоткин, Семён Константинович, генерал-лейтенант танковых войск: 7.07.1965 — 18.08.1966;
- Горбань, Василий Моисеевич, генерал-майор (с 26.11.1956 — генерал-лейтенант танковых войск: 18.08.1966 — 29.08.1969;
- Варенников, Валентин Иванович, генерал-майор (с 29.04.1970 — генерал-лейтенант): 29.08.1969 — 11.06.1971;
- Тоузаков, Евгений Александрович, генерал-майор (с 8.11.1971 — генерал-лейтенант): 11.06.1971 — 24.01.1973;
- Кузнецов, Леонид Иванович, генерал-майор (с 4.11.1973 — генерал-лейтенант): 24.01.1973 — 15.11.1974;
- Макарчук, Пётр Ефимович, генерал-майор (с 13.02.1976 — генерал-лейтенант): 15.11.1974 — 21.07.1977;
- Соцков, Михаил Михайлович, генерал-лейтенант: 21.07.1977 — июль 1979;
- Скоков, Виктор Васильевич, генерал-лейтенант: июль 1979 — декабрь 1982;
- Пьянков, Борис Евгеньевич, генерал-майор (с 16.12.1982 — генерал-лейтенант): декабрь 1982 — июль 1985;
- Чечеватов, Виктор Степанович, генерал-майор (с 31.10.1986 — генерал-лейтенант): июль 1985 — 1987;
- Митюхин, Алексей Николаевич, генерал-майор (с 3.05.1989 — генерал-лейтенант): 1987 — октябрь 1991.
- Петров, Николай Алексеевич, генерал-майор : ВРИО командующего1992 — 04.1992;

Заместители командующего армией
- Чечеватов, Виктор Степанович, генерал-майор (с 31.10.1986 — генерал-лейтенант): 1984 — июль 1985;
- Петров, Николай Алексеевич, генерал-майор : 1992 — 04.1992;

## Состав

### 1 мая 1945 года
Стрелковые части:
- 8-й стрелковый корпус:
  - 899-й отдельный десантно-штурмовой батальон
- 12-й гвардейский стрелковый Краснознамённый корпус:
  - 23-я гвардейская стрелковая Дновско-Берлинская Краснознамённая дивизия
  - 33-я стрелковая Холмско-Берлинская Краснознамённая ордена Суворова дивизия
- 7-й стрелковый корпус:
  - 146-я стрелковая Островская Краснознамённая ордена Суворова дивизия
  - 265-я стрелковая Выборгская дивизия
  - 364-я стрелковая дивизия переформирована в 15 механизированную Тосненскую Краснознамённую дивизию
- 38-й стрелковый корпус:
  - 52-я гвардейская стрелковая дивизия
  - 64-я стрелковая дивизия
  - 89-я стрелковая дивизия
- 79-й стрелковый корпус:
  - 150-я стрелковая дивизия
  - 171-я стрелковая дивизия
  - 207-я стрелковая дивизия

Части артиллерии:
- 4-й артиллерийский корпус прорыва
- 5-я гвардейская миномётная дивизия
- 19-я зенитная артиллерийская Крымская Краснознамённая орденов Кутузова и Богдана Хмельницкого дивизия

Войска связи:
- 105-й отдельный ордена Красной Звезды[1] полк связи[2]

### Конец 1945 года
- 8-й стрелковый корпус:
  - 899-й отдельный десантно-штурмовой батальон
- 7-й стрелковый корпус:
  - 146-я стрелковая Островская Краснознамённая ордена Суворова дивизия
  - 265-я стрелковая Выборгская дивизия
  - 364-я стрелковая дивизия переформирована в 15 механизированную Тосненскую Краснознамённую дивизию
- 12-й гвардейский стрелковый Краснознамённый корпус:
  - 23-я гвардейская стрелковая Дновско-Берлинская Краснознамённая дивизия
  - 33-я стрелковая Холмско-Берлинская Краснознамённая ордена Суворова дивизия
  - 52-я гвардейская стрелковая дивизия переформирована в 22 гвардейскую механизированную Рижско-Берлинскую ордена Ленина Краснознамённую ордена Суворова дивизию
- 79-й стрелковый Берлинский корпус:
  - 150-я стрелковая Идрицко-Берлинская ордена Кутузова дивизия
  - 171-я стрелковая дивизия переформирована в 16 механизированную Идрицко-Берлинскую Краснознамённую ордена Кутузова дивизию
  - 207-я стрелковая Померанская Краснознамённая ордена Суворова дивизия

### 1946 год
- управления 7 стрелкового и 12 гвардейского стрелковых корпусов расформированы;
- 146-я стрелковая дивизия расформирована
- 265-я стрелковая дивизия расформирована
- 15-я механизированная дивизия расформирована
- 23-я гвардейская стрелковая дивизия расформирована
- 33-я стрелковая дивизия расформирована
- 16-я механизированная дивизия расформирована
- 150-я стрелковая дивизия расформирована

### 1947 год
- 22-я гвардейская механизированная дивизия расформирована
- из состава расформированной 5-й ударной армии прибыл 9-й стрелковый корпус в составе:
  - 94-я гвардейская стрелковая дивизия
  - 18-я механизированная дивизия
- из состава 8-й гвардейской армии в 79-й стрелковый корпус прибыла 19-я гвардейская механизированная дивизия.

В 1954 году армия переименована в 3-ю общевойсковую армию.

### 1954 год
- 9-й стрелковый корпус:
  - 94-я гвардейская стрелковая дивизия
  - 18-я механизированная дивизия
- 79-й стрелковый корпус
  - 207-я стрелковая дивизия
  - 19-я гвардейская механизированная дивизия

### 1955 год
- 23-й стрелковый корпус
- 32-я стрелковая дивизия

### 1956 год
- 9-й стрелковый корпус расформирован
- 23-й стрелковый корпус расформирован

### 1957 год
В результате реформирования Вооруженных Сил Союза ССР (хрущёвское сокращение), к концу 1957 года, происходят следующие изменения:
- 19-я гвардейская механизированная переформировывается в 26-ю гвардейскую танковую дивизию;
- 18-я механизированная дивизия переформировывается в 18-ю мотострелковую дивизию;
- 94-я гвардейская и 32-я стрелковые дивизии стали 94-й гвардейской и 32-й мотострелковыми дивизиями.

### 1964—1965 годы
В целях сохранения боевых традиций и в честь 20-летия Победы в Великой Отечественной войне, трем дивизиям в армии была возвращена нумерация времен Великой Отечественной войны:
- 26-я гвардейская танковая дивизия становится 47-й гвардейской танковой дивизией
- 18-я мотострелковая дивизия становится 21-й мотострелковой дивизией
- 32-я мотострелковая дивизия становится 207-й мотострелковой дивизией.

### Начало 1980-х годов
В результате дальнейших организационных мероприятий в состав армии входят 4 танковые дивизии:
- 7-я гвардейская танковая дивизия (прибыла из 18-й гвардейской общевойсковой армии);
- 10-я гвардейская танковая дивизия (прибыла из 20-й гвардейской общевойсковой армии);
- 12-я гвардейская танковая дивизия (прибыла из 2-й гвардейской танковой армии);
- 47-я гвардейская танковая дивизия.

Три (94-я гв., 21-я и 207-я) мотострелковые дивизии были переданы в состав 2-й гвардейской танковой армии.

### К началу 1990-х годов
К началу 1990-х годов в состав 3-й общевойсковой Краснознамённой армии, входили 4 танковые дивизии стандартного штата из трёх танковых, мотострелкового, самоходно-артиллерийского и зенитного ракетного полков.

### 1990 год
- Штаб армии, 232-й отдельный батальон охраны и обеспечения (г. Магдебург)
- 7-я гвардейская танковая Киевско-Берлинская ордена Ленина дважды Краснознамённая ордена Суворова дивизия (г. Рослау),

Танковый парк 7-й гв. тд составляли Т-64. В 1990 году дивизия была выведена из ГДР, с расформированием соединения
- 10-я гвардейская танковая Уральско-Львовская ордена Октябрьской революции Краснознамённая орденов Суворова и Кутузова добровольческая дивизия имени Маршала Советского Союза Р. Я. Малиновского (Альтенграбов)

Всего: 364 танка Т-80, 300 БМП (131 БМП-2, 143 БМП-1, 26 БРМ-1К), 11 БТР (3 БТР-70, 8 БТР-60), 108 САУ (72 2С1, 36 2С3), 30 миномётов 2С12, 18 РСЗО Град
- 12-я гвардейская танковая Уманьская ордена Ленина, Краснознамённая, ордена Суворова дивизия (г. Нойруппин)

На начало 1991 года в Восточной Германии не оставались танков (перед выводом дивизия была оснащена танками Т-80), БМП и БТР. На 19 ноября 1990 дивизия располагала в Германии 54 САУ 2С1 «Гвоздика» и 34 2СЗ «Акация»
- 47-я гвардейская танковая Нижнеднепровская Краснознамённая, ордена Богдана Хмельницкого дивизия (д. Хиллерслебен)

Всего: 322 танка Т-64, 271 БМП (144 БМП-2, 142 БМП-1, 15 БРМ-1К), 14 БТР (5 БТР-70, 9 БТР-60), 108 САУ (72 2С1, 36 2С3), 30 миномётов 2С12, 18 РСЗО Град.
- 36-я ракетная бригада (Альтенграбов) (8 9К72 «Эльбрус»)[4]
- 448-я ракетная бригада (д. Борн) (9К79 «Точка»)
- 49-я зенитная ракетная бригада (Старый Планкен)
- 385-я гвардейская артиллерийская Одесская Краснознамённая, ордена Богдана Хмельницкого бригада (Старый Планкен)

Всего: 72 2С5 «Гиацинт», 5 ПРП-3, 1 Р-145БМ, 2 БТР-60)
- 42-я бригада материального обеспечения (г. Магдебург)
- 178-й отдельный вертолётный полк (район Борстель (г. Штендаль)) (40 Ми-24, 9 Ми-8)
- 440-й отдельный вертолётный полк (г. Штендаль) (40 Ми-24, 30 Ми-8)
- 105-й отдельный орденов Александра Невского и Красной Звезды полк связи (г. Магдебург) (4 Р-145БМ, 1 Р-156БТР, 1 Р-137Б)
- 36-й понтонно-мостовой полк (г. Магдебург)
- 254-й отдельный радиотехнический полк ОсНаз (г. Мерзебург)
- 115-й отдельный танковый полк (г. Кведлинбург)
- 323-й отдельный инженерно-сапёрный батальон (г. Магдебург)
- 296-я отдельная вертолётная экскадрилья (Мальвинкель) (6 Ми-8, 2 Ми-6, 2 Ми-24К, 2 Ми-24Р)
- 265-я отдельная эскадрилья беспилотных средств разведки (аэр. Шперенберг)
- 899-й отдельный десантно-штурмовой батальон (г. Бург) (до 1989 года)
- 15-й отдельный радиотехнический батальон ПВО (г. Магдебург) (1 Р-145БМ)
- 10-й отдельный батальон РЭБ (г. Штансдорф)
- 2-й отдельный батальон засечки и разведки (Бург)
- 451-й отдельный противотанковый дивизион (г. Магдебург)
- 482-й отдельный переправочно-десантный батальон (г. Магдебург)
- 458-й отдельный радиорелейно-кабельный батальон (г. Магдебург)
- 298-й отдельный ремонтно-восстановительный батальон (Шёнебек)
- 302-й отдельный ремонтно-восстановительный батальон (Шёнебек)
- 792-я отдельная рота спецназа (Кохштедт)
- 97-й отдельный учебный танковый полк (г. Магдебург)[5]

## В массовой культуре
Третья армия фигурирует в ряде западных романов о Третьей Мировой войне:
- «Красный шторм поднимается» Тома Клэнси: После начала Третьей Мировой 20 июня 1986 года, 3-я ударная армия предприняла два наступления на Гамбург. В ходе второго армии удалось выйти на подступы к городу ценой потери почти всех танков. Далее война была остановлена капитуляцией Союза ССР.
- «Третья мировая война» Джона Хекетта: в ходе начавшейся 4 августа 1985 года Третьей мировой войны 3-я ударная армия в течение двух недель достигла Нидерландов, где, по заявлению автора, её командир генерал-лейтенант Рязанов и личный состав «последовали примеру 2-й ударной армии Власова», перейдя на сторону NATO и назвав себя Русской освободительной армией, чем задержала советское наступление, дав Североатлантическому союзу (САС) возможность стабилизировать фронт. После капитуляции и распада СССР 22 августа, остатки армии составили оккупационный контингент NATO в районе Москвы.
- «Красная армия» Ральфа Питерса: несколько сюжетных линий посвящены офицерам 3-й ударной армии и её командующему генерал-лейтенанту Владимиру Старухину. В ходе начавшейся Третьей мировой войны, 3 УА за двое суток нанесла поражение 1-у Британскому корпусу СГА и вышла к Везеру на фронте от Миндена до Хамельна, где перешла к обороне в связи с начавшимся американским контрнаступлением. На следующие сутки война была окончена капитуляцией ФРГ. После этого части армии беспрепятственно достигли Рейна.

## Память
- Монумент 3-й ударной армии в Москве, на пересечении 1-й линии Хорошёвского Серебряного бора и Таманской улицы[6].
- В честь 3-й ударной армии в городе Великие Луки названа одна из улиц.